# Гулфем Хатун
Гулфем Хатун (тур. Gülfem Hatun; Пољска (вероватно), 1497 — Истанбул, 1562) била је прва конкубина султана Сулејмана I.

## Биографија
Гулфем је рођена 1497. године. Она је била пореклом из Пољске и вероватно је била отета од родне земље, као и султаније Махидевран и Хурем. Постала је султанија и супруга Сулејмана I, али након доласка робиње Махидевран Гулбахар, Гулфем је изгубила статус Сулејманове супруге. Године 1521. Сулејману је родила сина принца Мурада, којег је изгубила при рођењу. Умрла је 1562. године у Истанбулу, а сахрањена је у џамији Гулфем Хатун.